# Johannes Schairer
Johannes Schairer (ur. 1911, zm. ?) – zbrodniarz nazistowski, członek załogi niemieckiego obozu koncentracyjnego Dachau. SS-Oberscharführer.
11 listopada 1935 wstąpił do niemieckiej armii. 14 lipca 1944 przeniesiony został do Dywizji SS-Totenkopf i skierowany do obozu głównego Dachau. Po krótkim czasie przeniesiono go do podobozu Kaufering, gdzie pełnił służbę jako strażnik i kierownik komanda więźniarskiego.
W procesie US vs. Johannes Schairer, który miał miejsce 20 czerwca 1947 przed amerykańskim Trybunałem Wojskowym w Dachau, skazany został na 5 lat pozbawienia wolności za wielokrotne maltretowanie więźniów i zachęcanie do podobnego zachowania podległych mu esesmanów.